# Арена (жіночий футбольний клуб)
ЖФК «Аре́на» — український жіночий футбольний клуб з Києва, заснований у 1988 та розформований у 1993 році. Протягом 1992–1993 років базувався у Фастові (Київська область). Чемпіон та володар Кубка України 1993 року.

## Попередні назви
- 1988–1991— «Арена» (Київ)
- 1992–1993— «Арена-Господар» (Фастів)
- 1993 — «Арена» (Київ)

## Історія клубу
Жіночий футбольний клуб «Арена» було засновано на початку 1988 року в Києві, якраз напередодні початку першого чемпіонату СРСР з футболу серед жінок. Киянки увійшли до числа 24 клубів, що стартували у найвищому дивізіоні радянського жіночого футболу. У дебютному сезоні «Арена» посіла 6 місце у своїй підгрупі, а згодом здолала ленінградський «Прометей» у матчі за 11-12 місце. Наступний рік виявився більш вдалим для київського клубу — «Арена» впевнено здолала суперників у другій зоні вищої ліги, однак поступилася в обох поєдинках плей-оф, зайнявши у підсумку 4-ту сходинку та залишившись без медалей.
Після створення чемпіонату незалежної України команда змінила місце дислокації на Фастів та назву на «Арена-Господар». У 1992 році клуб посів друге місце у чемпіонаті та дійшов до фіналу кубка країни, поступившись обома трофеями київським «динамівкам». Втім, вже наступного сезону футболістки «Арени» довели свою перевагу, взявши «золото» чемпіонату та декласувавши «Динамо» у фіналі кубка з рахунком 4:1. Слід відзначити, що сезон команда завершувала під старою назвою, представляючи Київ, як і на початку свого існування. Після найвдалішого сезону в історії клубу «Арену» несподівано було розформовано.

## Досягнення
- Чемпіон України (1): 1993
- Срібний призер чемпіонату України (1): 1992
- Володар Кубка України (1): 1993
- Фіналіст Кубка України (1): 1992

## Статистика виступів
Чемпіонати та розіграші Кубка СРСР
| Сезон | Ліга (назва) | Місце   | Ігор | В  | Н | П | М+ | М- | Очок | Кубок                |
| ----- | ------------ | ------- | ---- | -- | - | - | -- | -- | ---- | -------------------- |
| 1990  | Вища ліга    | 11 з 24 | 23   | 10 | 8 | 5 | 41 | 12 | 28   | Турнір не проводився |
| 1991  | Вища ліга    | 4 з 24  | 24   | 14 | 3 | 7 | 29 | 14 | 31   | 2-й відбірковий тур  |

Чемпіонати та розіграші Кубка України
| Сезон | Ліга (назва) | Місце  | Ігор | В  | Н | П | М+ | М- | Очок | Кубок    |
| ----- | ------------ | ------ | ---- | -- | - | - | -- | -- | ---- | -------- |
| 1992  | Вища ліга    | 2 з 10 | 18   | 9  | 6 | 3 | 26 | 14 | 24   | Фіналіст |
| 1993  | Вища ліга    | 1 з 13 | 24   | 20 | 4 | 0 | 47 | 5  | 44   | Володар  |